# درومارا
درومارا (به انگلیسی: Dromara) یک روستا در بریتانیا است که در شهرستان داون واقع شده‌است. درومارا ۵۹۷ نفر جمعیت دارد.